# Arena (Italia)
Arena (Arèna in calabrese) è un comune italiano di 1 190 abitanti della provincia di Vibo Valentia in Calabria.

## Geografia fisica
Il paese è raggruppato su un dosso, lungo la riva del torrente Petriano, ai piedi delle Serre Calabresi.

## Storia
Le origini del borgo sono antichissime: fu colonia greca contemporanea ad Hipponion e successivamente municipium romano all'epoca delle guerre puniche. In epoca medievale fu capoluogo di un feudo molto esteso appunto da meritare il nome di Stato di Arena. Primo signore fu Matteo De Arenis dei Conclubet. I Culchebret (o Conclubet di Arena, anche detti Scullandi) furono una famiglia normanna molto potente e influente nelle vicende storiche, culturali, politiche ed economiche dell'Italia meridionale e della Sicilia, a partire dall'XI secolo. Nel 1536 Carlo V eresse il territorio di Arena a marchesato. Nel 1675, alla morte di Andrea Concublet, uomo di grande cultura e mecenate, il feudo passò al figlioletto Riccardo, il quale morì prematuramente tre anni dopo portando il casato all'estinzione. Nel 1678 il feudo passò agli Acquaviva d'Aragona per poi essere venduto ai Caracciolo di Gioiosa i quali lo tennero fino al 1694 quando lo vendettero ai Caracciolo di Soreto. Questi ultimi ebbero il titolo di marchesi di Arena nel 1699.
Il territorio ha subito gravi danni a causa dei frequenti terremoti in particolare il disastroso terremoto del 1783 a cui si aggiunse un'alluvione nel 1855.
Dopo l'unificazione fu capoluogo mandamentale.

### Simboli
Lo stemma è d'azzurro e vi è rappresentata una torre dalla quale si affaccia un arciere che punta la freccia contro un leone posto alla base. Il gonfalone è un drappo di azzurro.

## Monumenti e luoghi d'interesse

### Architetture religiose
Chiesa Matrice di Santa Maria de Latinis
Eretta nel XVIII secolo, all’interno della chiesa Matrice di Santa Maria de Latinis si trovano un pregevole pulpito e due importanti statue lignee, un Cristo risorto e un San Michele Arcangelo entrambi attribuiti al maestro Gennaro Franzese, scultore attivo a Napoli nel quarantennio dal 1718 al 1757. 
Nella chiesa è possibile ammirare il Reliquario della Santa Croce, stauroteca in argento del XV secolo a forma di croce, che al suo interno custodiva quelle che venivano considerate come tre delle spine della corona di Cristo e tre frammenti del legno della Croce. Sul terminale basso del prezioso reliquiario, sotto un cherubino, è inciso lo stemma  dei Conclubet, feudatari di Arena (quattro fasce d'argento in campo rosso).
Chiesa di Maria SS. delle Grazie
Edificio in stile barocco e sede dell’omonima Confraternita fondata nel XVII sec. e riconosciuta con Regio Decreto il 9 Dicembre 1776. La Chiesa, con decorazioni di ottima fattura barocca offre già nella facciata principale caratteristiche riscontrabili in altre chiese della zona delle Serre (Tardo Barocco serrese), mentre al suo interno, tra le altre cose, è possibile ammirare sul soffitto della navata centrale e sulla parete di fondo del presbiterio preziose raffigurazioni degli affreschisti e pittori d’arte sacra Carmelo Zimatore (Pizzo Calabro, 1850 - Pizzo Calabro, 1933) e Diego Grillo (Pizzo Calabro, 1878 - Roma, 1963). Di pregevole fattura anche il dipinto raffigurante “La cacciata dei mercanti dal tempio” del pittore calabrese attivo nel corso del XIX sec. Nicola Valentino (Arena, 1850-Arena, 1929). Spiccano per qualità l’altare maggiore e il ciborio al cui interno è custodita la statua lignea di Maria Santissima delle Grazie, datata 1801 e attribuita allo scultore Domenico De Lorenzo (Tropea, 1740-Garopoli, 1812). Di pregio artistico anche la statua di San Giuseppe (1799), anch'essa del De Lorenzo, e quella raffigurante la Madonna del Buon Consiglio, scolpita nel 1823 dallo scultore serrese Raffaele Regio. Degni di menzione anche l’acquasantiera di epoca settecentesca e una campana bronzea del 1619, opera del Bertuccelli.
Chiesa di San Teodoro
La chiesetta di San Teodoro presente in via Giudecca, è un esempio di storia e cultura. Inizialmente di proprietà baronale, venne donata alla Confraternita di Maria SS. delle Grazie. Al suo interno possono essere ammirati un altare di legno dipinto, una statua dell'Immacolata Concezione e adornamenti antichi.

### Architetture militari
Ruderi del Castello Normanno
(Apprezzo di Arena, 1653)
L'edificio più antico del paese è il castello normanno dell'XI secolo, che fu ricostruito per la maggior parte Conclubet (tra il XIV e il XV secolo) e successivamente modificato dai duchi Acquaviva (tra il XVI e il XVIII secolo). Del castello, che distrutto da un terremoto nel 1783, rimane una parte delle torri angolari e delle mura perimetrali.
Nelle immediate vicinanze dei ruderi del castello si trovano i resti dell'acquedotto medievale (XII secolo), il quale attraverso una rete idrica sopra esso posizionata riforniva di acqua il castello.

### Aree naturali
Riserva Naturale Biogenetica Marchesale
Acquisita al demanio forestale nel 1914, ha assunto lo status di Riserva Naturale Biogenetica Marchesale con Decreto Ministeriale il 13 luglio 1977. Sito di interesse comunitario, appartenne all’esteso feudo della Marchesa Caracciolo Imperiale di Arena, che la ereditò a sua volta dai duchi di Atri dopo la seconda metà del XVII sec.
L’area occupa una superficie di 1.545 ettari, si dispiega lungo le pendici montuose della catena delle Serre calabresi tra quote comprese tra i 750 e 1.170 metri. La visita a piedi della foresta è resa possibile attraverso 6 sentieri naturalistici segnati e tabellati, altresì sono possibili escursioni naturalistiche a cavallo e nell'area adiacente alla Riserva; sono presenti due rifugi in estate utilizzati dai visitatori e quattro aree pic-nic. Inoltre, accedendo alla Riserva da località Cerasara sita nel comune di Arena, è possibile ammirare  un particolarissimo sistema di gestione delle acque destinate ad uso irriguo, un sistema di canalizzazioni in quota fra 700 e 800 m slm, le cosiddette “Prise”, patrimonio storico, culturale ed antropologico di grandissimo valore su cui nel 2021 hanno spostato le attenzioni i ricercatori nell’ambito di un più articolato progetto di studio e valorizzazione del Castello e del territorio circostante promosso dall’Amministrazione comunale di Arena, in sinergia con l'Università di Siena, l'Università della Basilicata e a Soprintendenza Archeologia, Belle Arti e Paesaggio per la città metropolitana di Reggio Calabria e la provincia di Vibo Valentia.

## Società

### Evoluzione demografica
Abitanti censiti

#### Tradizioni e folclore
Il Lunedì dell’Angelo si svolge la tradizionale rappresentazione religiosa dell'incontro tra le statue della Vergine Maria e del Cristo Risorto (Affruntata).
Le maggiori celebrazioni religiose si tengono in occasione della festa di Maria SS. delle Grazie (prima domenica di agosto) e di quella di San Michele Arcangelo (prima domenica di settembre), le quali prevedono riti processionali, fuochi d'artificio e concerti.

## Cultura
Biblioteche e archivi
All’interno del Palazzo Municipale, già sede di un antico monastero ricostruito in epoca fascista, è custodito l’Archivio Caracciolo, una ricchissima raccolta di documenti importantissimi per la storia locale, suddiviso in quattro serie: carte patrimoniali, ossia una serie di documenti riconducibili al periodo tra il 1562 ed il 1857 relativi agli antichi possessori dei feudi di Arena e Soreto, titoli di proprietà, lasciti testamentari, inventari di beni mobili e immobili, istrumenti di compravendita di case e terreni, concessioni in enfiteusi, e poi carte amministrative e contabili, processi, cause civili e criminali celebrate nella corte locale e ammalianti allegati a stampa.

## Economia
Sul territorio comunale, buona è la produzione di olio d'oliva. I boschi estesi alimentano la produzione di legno di castagno e di faggio, mentre il sottobosco fornisce funghi che vengono raccolti per la conservazione e la vendita. Importante anche l'allevamento e la produzione di latticini.

## Amministrazione
| Periodo           | Periodo           | Primo cittadino     | Partito                              | Carica                    | Note |
| ----------------- | ----------------- | ------------------- | ------------------------------------ | ------------------------- | ---- |
| 21 novembre 1993  | 16 novembre 1997  | Francesco Cosentino | lista civica Indipendente            | sindaco                   |      |
| 16 novembre 1997  | 27 maggio 2002    | Rosario Pugliese    | lista civica di centro-sinistra      | sindaco                   |      |
| 27 maggio 2002    | 28 maggio 2007    | Giosuele Schinella  | lista civica di centro-sinistra      | sindaco                   |      |
| 28 maggio 2007    | 22 settembre 2011 | Giosuele Schinella  | lista civica di centro-sinistra      | sindaco                   |      |
| 22 settembre 2011 | 7 maggio 2012     | Sergio Raimondo     |                                      | commissario straordinario |      |
| 7 maggio 2012     | 11 giugno 2017    | Antonino Schinella  | lista civica Insieme verso il futuro | sindaco                   |      |
| 11 giugno 2017    | 12 giugno 2022    | Antonino Schinella  | lista civica Insieme verso il futuro | sindaco                   |      |
| 12 giugno 2022    | in carica         | Antonino Schinella  | lista civica Insieme verso il futuro | sindaco                   |      |